# آندره پائولو
آندره پائولو (انگلیسی: André Paulo؛ زادهٔ ۱۸ دسامبر ۱۹۹۶) بازیکن فوتبال است.